# 罗里乡
罗里乡，是中华人民共和国贵州省黔东南苗族侗族自治州黎平县下辖的一个乡镇级行政单位。

## 行政区划
罗里乡下辖以下地区：
五湖村、亚榜村、罗里村、八卦村、上龙村、樟溪村、归友村、高林遂村、高更村、九层村、报寨村、上平头村、下平头村、沟溪村、平地村和地郎村。